# Ballet romantique

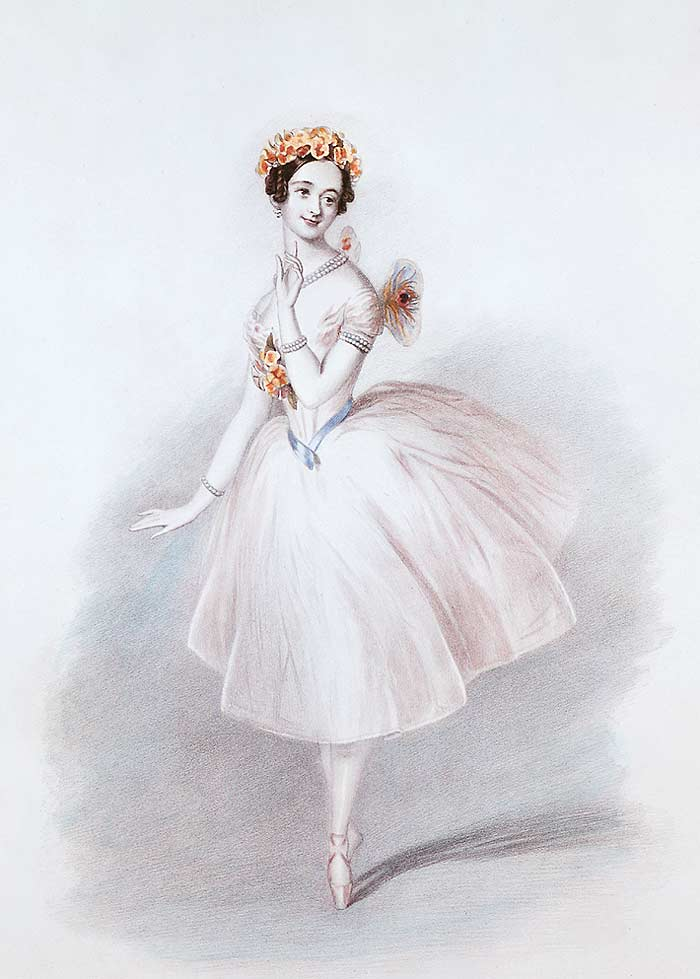
Marie Taglioni dans le rôle-titre de La Sylphide.

Le ballet romantique apparaît au début du XIXe siècle (période romantique), et succède au ballet d'action dont Jean-Georges Noverre fut le grand théoricien. La période du ballet romantique dure une trentaine d'années, de 1815 à 1845-1850.
Le romantisme, apparu à la fin du XVIIIe siècle en Allemagne (Goethe et Schiller) et en Grande-Bretagne (Walter Scott et Lord Byron), se répand dans toute l'Europe au début du XIXe siècle et touche la France sous la Restauration, avec des auteurs comme Madame de Staël, Châteaubriand ou Lamartine, notamment. En musique, Beethoven est l'un de ses pionniers (Les Créatures de Prométhée, Vienne 1801 : cet ouvrage, unique ballet de son auteur, comporte une autre nouveauté dans l'orchestration beethovénienne : c'est en effet le seul ouvrage où Beethoven a recours à la harpe (n°5 du ballet).
Une ère nouvelle s'ouvre et la danse n'est pas épargnée : tous les artistes rêvent d'un art révolutionnaire débarrassé des démons de l'Ancien Régime, d'un nouveau souffle, lyrique, exotique, féerique, sensuel.
De passage à Paris en 1815, venant de Russie, un disciple de Noverre, Charles Didelot, présente Flore et Zéphire à l'Opéra : les danseurs Albert et Mlle Gosselin voltigent sur la scène, accrochés à des fils d'acier. C'est un choc pour le public qui découvre une danse aérienne, éthérée. Mlle Gosselin avait déjà innové deux ans auparavant en montant sur les pointes.
Le ballet romantique abandonne progressivement les mythes de la Grèce antique pour se tourner vers la mythologie nordique peuplée d'elfes, d'ondines, de trolls. C'est le règne de la danseuse pâle et éthérée, incarnant la nostalgie et le spleen, habillée de mousseline vaporeuse et couronnée de fleurs des champs. Cette fameuse robe vaporeuse est mise au point par le couturier français Eugène Lami. Le danseur est, quant à lui, réduit au rôle de « porteur », mettant en valeur la grâce et la délicatesse de sa partenaire. Le danseur devra patienter jusqu'aux années 1930 pour voir son statut évoluer enfin du porteur au vrai danseur, grâce notamment au chorégraphe Serge Lifar, à Paris.
Le premier grand ballet romantique est La Sylphide, créé à l'Opéra de Paris le 12 mars 1832 par Filippo Taglioni pour sa fille Marie. C'est l'apothéose du ballet blanc qui triomphera pendant trente ans.
Pendant longtemps, le vrai problème du ballet romantique reste la musique. 
Depuis Les Indes galantes (opéra-ballet) de Rameau (1735), Don Juan de Gluck en 1761, et Les Créatures de Prométhée de Beethoven en 1801, les chorégraphes se contentent la plupart du temps de bien moindres musiciens et beaucoup de ballets de l'époque ont sombré dans l'oubli, face à des partitions indigentes. Ainsi Jean Schneitzhoëffer, timbalier de l'Opéra, compose La Sylphide, dont la musique, certes facile et mélodieuse, s'oublie sitôt écoutée, comme ce sera le cas de bien des ouvrages de Cesare Pugni ou Ludwig Minkus, pour ne citer qu'eux. Le chorégraphe danois Auguste Bournonville (1805-1879), présentera en 1836 une nouvelle version de La Sylphide, sur une nouvelle partition du jeune Hermann Lovenskjold, très « agréable » elle aussi, mais tout aussi peu évocatrice des mystères écossais que la première.
Une exception notoire demeure La Fille mal gardée de Ferdinand Hérold (1828), ballet d'un compositeur considéré comme romantique mais dont le sujet, totalement comique, est sans référence aucune au surnaturel nordique puisqu'il fut choisi en 1789 par Jean Dauberval, en un temps où l'on ne parlait pas de romantisme. 

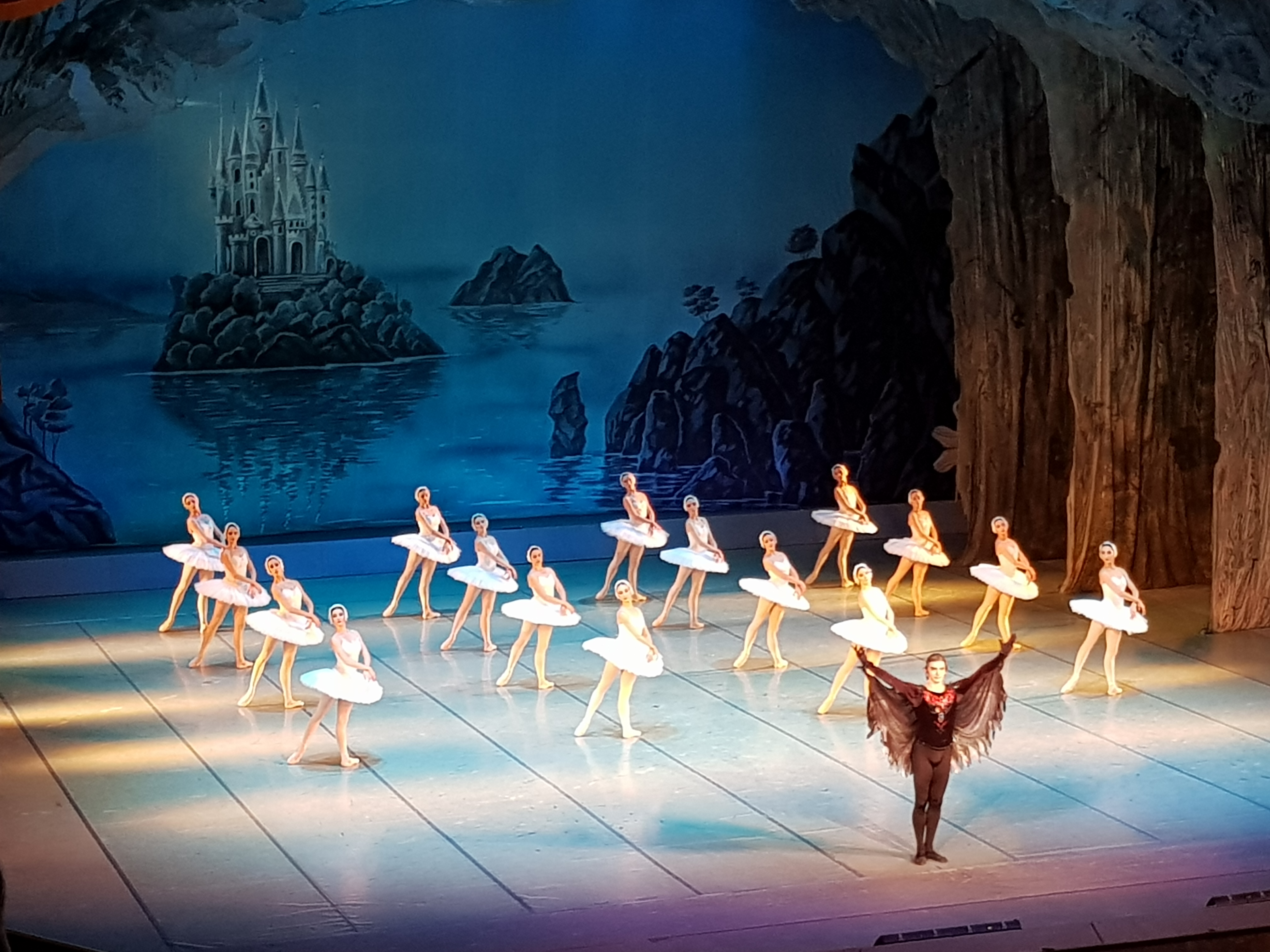
Le Lac des Cygnes - Théâtre d'opéra et de ballet de Minsk

Il faudra attendre les années 1840 pour voir s'amorcer l'évolution musicale. Adolphe Adam demeure un pionnier en ce sens, étant le premier à instaurer dans le ballet le principe du leitmotiv : motif ou thème musical qui revient d'un bout à l'autre d'une œuvre pour évoquer un personnage, un objet, une émotion... Giselle (1841) en est un excellent exemple. La valeur musicale des ballets ira grandissant, notamment avec Adolphe Adam (Le Diable à quatre 1845, La Jolie fille de Gand 1847, Le Corsaire 1856), Daniel-François-Esprit Auber (Marco Spada 1857), Jacques Offenbach (Le Papillon 1860), Léo Delibes (Coppélia 1870 ; Sylvia 1876). 
Les amis de Tchaïkovski tenteront de le dissuader d'écrire de la musique de ballet, « genre inférieur », sa réponse sera sans appel : « Il n'y a pas de genre inférieur en musique, il n'y a que de petits musiciens ! ». Admirateur de Giselle et des ballets de Delibes, il prouvera ses dires en composant Le Lac des Cygnes (1877), La Belle au bois dormant (1889) et Casse-Noisette (1892). 
Il ouvrait ainsi la voie à Glazounov, Prokofiev, Stravinsky, Messager, Lalo et d'autres compositeurs qui contribueront à donner ses lettres de noblesse à la musique de ballet.